# 埼玉県立久喜北陽高等学校
埼玉県立久喜北陽高等学校（さいたまけんりつ くきほくようこうとうがっこう）は、埼玉県久喜市に所在する公立の高等学校。1987年（昭和62年）に創立された。

## 設置学科
- 総合学科

## 沿革
- 1987年（昭和62年） 
  - 4月1日　開設
    - 普通科　共学・8学級
    - 情報処理科　共学・2学級

  - 4月9日　開校・第1回入学式挙行　第1期生490名が入学
    - 開校当時は普通科、情報処理科、外国語コースなどに分かれており、1990年代は当時ではまだ珍しかった情報処理科において、パソコンに力を入れていた。当時の学区内では最新設校でありながら、多数の大学、短大などに進学する生徒の多い進学校であった。

  - 10月21日　開校・校舎落成記念式典挙行
- 1988年（昭和63年）
  - 2月　文部省「特色ある学校づくりをめざした教育課程の編成とその実践」の研究委嘱を受ける
  - 6月　国際理解教育推進の研究委嘱を受ける
- 1989年（平成元年） 
  - 4月1日　普通科2学級を外国語コースに転換
- 1990年（平成2年） 
  - 3月9日　第1回卒業証書授与式挙行
- 1991年（平成3年）11月16日　創立5周年記念式典挙行
- 1993年（平成5年）7月28日　オーストラリア・バーンサイド高校と姉妹校締結
- 1995年（平成7年）4月1日　普通科、情報処理科の募集を停止
  - 埼玉県初の総合学科校として学科転換
  - 総合学科開設　共学・8学級
  - 進学型総合学科として、進学に力を入れた教育課程になっている。ただし、就職を希望している人にも対応している。
- 1996年（平成8年）6月29日　総合学科選択学習棟竣工式典挙行
- 1997年（平成9年）11月1日　創立10周年記念式典挙行
- 2003年（平成15年）4月　県立高校学力向上総合推進校の委嘱を受ける
- 2006年（平成18年）10月　創立20周年記念式典を挙行
- 2007年（平成19年）4月　県立高校進学指導総合推進校の委嘱を受ける
- 2011年（平成23年）4月　県立高校進学力グレードアップ推進事業推進校指定
- 2016年（平成28年）10月　創立30周年記念式典を挙行
- 2018年（平成30年）夏季　第1期大規模改修工事
- 2021年（令和3年）夏季・秋季　第2期大規模改修工事
- 2022年（令和4年）夏季・秋季　第3期大規模改修工事

## 部活動
- 弓道部
- 剣道部
- サッカー部
- 山岳部
- ソフトボール部
- 卓球部
- テニス部
- ハンドボール部
- バスケットボール部
- バドミントン部
- バレーボール部
- 野球部
- 陸上競技部
- ESS部
- 家庭部
- 華道部
- コーラス部
- 茶道部
- 新聞部
- 社会部
- 写真部
- 書道部
- インターアクト部
- 情報処理部
- 吹奏楽部
- チア部
- 美術部
- 文芸部
- 簿記部
- 理科部
- ワープロ部

## 著名な出身者
- 北陽（虻川美穂子、伊藤さおり）コンビ名は当校に由来する。
- 三浦一馬（バンドネオン奏者）
- NON (漫画家)
- 清水裕輔（自転車）
- 阿見201 (俳優)
- 山下メロ

## 交通
- 久喜駅西口より徒歩25分。

久喜市内循環バス
- 久喜本循環「久喜北陽高校入口」または「大浦公園前」[1]にて下車。（市内循環バス　久喜市ホームページ）

大和観光自動車
- 2系統　清久工業団地線「北陽高校入口」または「久喜本」で下車。
- Ario系統「アリオ鷲宮イトーヨーカドー」で下車。